# Sandman
Sandman (OT: The Sandman) ist eine Comic-Serie von Neil Gaiman, die insgesamt eine mehr als 2000 Seiten lange Graphic Novel bildet. Die Reihe erschien zwischen 1989 und 1996 bei DC Comics in New York und ab 1993 beim DC-Imprint Vertigo in 75 monatlichen Folgen, die später zu zehn inhaltlich geschlossenen Bänden zusammengefasst wurden. Weitere Editionen der Serie erschienen unter den Titeln Absolute Sandman, Annotated Sandman und Sandman Omnibus. Am 5. August 2022 wurde eine Adaption des Stoffes als Fernsehserie beim Streaming-Dienst Netflix veröffentlicht.

## Inhalt
Der Protagonist von Sandman ist Dream (Traum), auch Morpheus, Oneiros, Traumweber (engl. Dreamweaver), Lord Gestalter (engl. Lord Shaper) oder Lord L’zoril genannt. Als Herrscher des Traumreichs (engl. The Dreaming) ist er der „Herr dessen, was nicht ist, nie war und nie sein wird“. Er und seine Geschwister Destiny (Schicksal), Death (Tod), Destruction (Zerstörung), Desire (Verlangen), Despair (Verzweiflung) und Delirium (Fieberwahn) sind die sieben Ewigen (engl. The Endless), die mit dem Universum entstanden sind und im Gegensatz zu Göttern keine Gläubigen brauchen, um zu existieren.
In einer verschlungenen, aber in sich stringenten Geschichte beschreibt Gaiman die Folgen, die sich aus der Gefangennahme Dreams durch einen englischen Okkultisten Anfang des 20. Jahrhunderts und seine Befreiung ergeben. Die Handlung spielt zeitlich parallel zum Erscheinen der Graphic Novels, enthält aber auch zahlreiche Rückblenden in Antike, Mittelalter und frühe Neuzeit. Gaiman selbst fasste die Handlung der Serie so zusammen: “The Lord of Dreams learns that one must change or die, and makes his decision.” (deutsch: „Der Herr der Träume lernt, dass man sich verändern oder sterben muss, und er trifft seine Entscheidung.“)
Typisch für die Serie ist, dass zahlreiche mythologische und historische Charaktere in die Handlung eingebunden sind, zum Beispiel Luzifer, Orpheus, die Eumeniden, Odin, Loki und William Shakespeare. Ferner treten einige Figuren aus dem DC-Universum auf, etwa der Martian Manhunter. Die Titelfigur der Serie, der  Sandmann, ist eine moderne Verkörperung des Träume erzeugenden Morpheus. Gaiman verwendet durchgehend mythologische, historische und literarische Vorlagen. So ist beispielsweise der Garten, in dem Destiny umherwandert, eine Anspielung auf Jorge Luis Borges’ Geschichte „Der Garten der Pfade, die sich verzweigen“, während der Inhalt der Bibliothek in Dreams Schloss an Borges’ Kurzgeschichte Die Bibliothek von Babel denken lässt, die ebenfalls in dem Erzählungsband Fiktionen erschienen ist, dem Ursprungswerk des Magischen Realismus.
Auch grafisch sind die 75 Folgen der Serie höchst abwechslungsreich, da sie von mehreren Zeichnern in ihrem ganz persönlichen Stil geschaffen wurden. Dieser Stil orientierte sich stets an den Erfordernissen der jeweiligen Geschichte, nicht an marktgängigen Wiedererkennungsmechanismen.

## Erfolg und Veröffentlichung
Gaiman erhielt für die Sandman-Reihe zahlreiche Auszeichnungen, darunter mehrfach den Eisner-Award für herausragende Leistungen im Comic-Bereich. Heft Nummer 19, eine Paraphrase auf William Shakespeares Ein Sommernachtstraum gewann als erster und bislang einziger Comic den World Fantasy Award für Kurzgeschichten. Norman Mailer nannte Sandman einen „Comic für Intellektuelle. Und das wurde auch Zeit“. Sandman ist vor allem im anglo-amerikanischen Raum populär und aufgrund der hohen Verkaufszahlen einer der wenigen Comics, die es in die Bestseller-Liste der New York Times schafften.
Der Erfolg der Serie blieb in Deutschland dahinter zurück. Die Ehapa Comic Collection brach die Veröffentlichung der Serie ab, nachdem etwa zwei Drittel des ursprünglichen Materials veröffentlicht waren, dies allerdings in zum Teil nicht-chronologischer Reihenfolge und auf insgesamt neun deutsche Bände verteilt. Diese neun Bände entsprechen inhaltlich den ersten 49 Heftausgaben sowie dem Sandman-Special Orpheus bzw. grob den ersten sieben amerikanischen Buchausgaben. Zusätzlich erschienen die beiden Death-Miniserien sowie das Sandman-Mystery-Theatre-Crossover bei Feest Comics, an dem Neil Gaiman als Co-Autor mitgewirkt hatte.
Der Speed/Tilsner-Verlag führte die Serie mit dem noch fehlenden Material zu Ende und veröffentlichte die erste der zwei Death-Miniserien erneut. Ebenso publizierte er im Rahmen zweier Specials drei Sandman-Kurzcomics von Gaiman.
Zwischen 2007 und 2017 erschien eine zwölfteilige einheitliche Sandman-Edition, basierend auf den amerikanischen Buchausgaben, in neuer Digitalkolorierung und teilweise neuer Übersetzung bei Panini Comics.

### Sammelbände
Der Hauptstrang der Sandman-Serie besteht aus den folgenden Bänden:
Präludien und Notturni (Preludes and Nocturnes)
Dream wird am Anfang des 20. Jahrhunderts von einem Magier gefangen gesetzt. Siebzig Jahre später kann er sich befreien und nimmt sein Reich wieder in Besitz.
Das Puppenhaus (The Doll’s House)
Beim Wiederaufbau seines Reiches wird Dream beinahe Opfer einer Intrige seines Geschwisters Desire.
Traumland (Dream Country)
Eine Sammlung aus vier Kurzgeschichten, darunter die Kurzgeschichte A midsummer night's dream, die den World Fantasy Award gewann.
Die Zeit des Nebels (Season of Mists)
Nachdem Luzifer seinen Job an den Nagel gehängt hat, erhält Dream die Schlüssel zu den Toren der Hölle. Nun ist er in der unangenehmen Situation, einen Nachfolger für den gefallenen Engel zu suchen.
Über die See zum Himmel (A Game of You)
Die Traumwelt einer jungen Frau wird beinahe vollständig zerstört von etwas, das in die Realität durchzubrechen droht.
Fabeln und Reflexionen (Fables and Reflections)
Eine Sammlung von Kurzgeschichten, die alle einen mythologischen Anklang haben. In einer der Geschichten wird Orpheus vorgestellt, der hier ein Sohn von Dream ist.
Kurze Leben (Brief Lives)
Dream und seine jüngere Schwester Delirium begeben sich auf die Suche nach ihrem verschollenen Bruder Destruction.
Worlds’ End (Worlds’ End)
Eine Sammlung von Kurzgeschichten mit einer Rahmenhandlung im Stile der Canterbury Tales.
Die Gütigen (The Kindly Ones)
Das Finale der Serie. Dream muss sich endgültig zwischen Veränderung und Tod entscheiden.
Das Erwachen (The Wake)
Dieser Epilog lässt die Serie ausklingen und führt die letzten Handlungsstränge zu Ende.

### Begleitbände
Die Hauptwerke werden von weiteren Büchern begleitet, die alle ebenfalls von Gaiman stammen:
Traumjäger (The Dream Hunters)
Eine Erzählung in der Tradition japanischer Sagen, und versehen mit Illustrationen des japanischen Künstlers Yoshitaka Amano. Später als Comic unter gleichem Titel adaptiert.
Ewige Nächte (Endless Nights)
Eine Sammlung von sieben Kurzgeschichten, eine über jeden der Ewigen, zentrale Gestalten der Serie. Jede Geschichte wurde von einem anderen Künstler gezeichnet.
Midnight Days
Eine Zusammenstellung älterer Arbeiten von Neil Gaiman. In einer der Geschichten trifft Wesley Dodds, der 1930er-Jahre-Sandman aus der Reihe Sandman Mystery Theatre auf den gefangenen Dream aus Präludien & Notturni-
The Complete Death
Sammelt die zwei Miniserien um Dreams Schwester Death: Der Preis des Lebens (Death: The High Cost of Living) und Die Wunder des Lebens (Death: The Time of Your Life), sowie alle Kurzgeschichten zur Figur.
Sandman: Ouvertüre (The Sandman: Overture)
Die Ereignisse direkt vor Präludien und Notturni, die zur Gefangennahme von Dream führen.

### Verwandte Bücher und Serien
Traumland (The Dreaming) ist eine Serie, die im Sandman-Universum spielt, aber von keinem der Ewigen handelt. Sie wurde von verschiedenen Erzählern und Künstlern erschaffen. Caitlin R. Kiernan schrieb die meisten Skripte dieser Serie.
Lucifer ist eine Fernsehserie, deren gleichnamiger Held auf einer Figur aus den Sandman-Geschichten basiert.
Ferner gibt es eine Serie von Ausgaben im Manga-Stil mit Death, die mit Death: At Death’s Door begann. Diese Serie stammte von Jill Thompson und war eine Nebengeschichte zu Zeit der Nebel.
Zwei Prosabücher über Sandman wurden veröffentlicht: Hy Benders The Sandman Companion ist eine non-fiction Arbeit, die viele Informationen über die Serie liefert. Sein erster Teil diskutiert die zehn Sandman-Bände nacheinander, analysiert ihre Bedeutung, erklärt viele von Gaimans zahllosen Zitaten, Referenzen und Motiven und liefert Hintergrundinformationen über die Entstehung Sandmans. Außerdem enthält es ein langes Interview mit Gaiman selbst.
Die Cover der Serie sind im Band Dustcovers: The Collected Sandman Covers 1998 gesammelt. Die von Dave McKean gestalteten Titel der einzelnen Episoden benutzen so verschiedene Techniken wie Malerei, Bildhauerei, Fotografie, Zeichnen und Bildbearbeitung mit dem Computer.
The Sandman Book of Dreams ist eine von Gaiman und Ed Kramer herausgegebene Sammlung von Kurzgeschichten, die das Sandman-Universum auf die eine oder andere Art zum Thema haben. Sie enthält Arbeiten von unter anderem Caitlin R. Kiernan, Tad Williams (auf Deutsch als Das Schriftstellerkind erschienen), Gene Wolfe, Tori Amos (eine langjährige Freundin Gaimans) und Colin Greenland sowie das (Kurzgeschichten-)Debüt von Susanna Clarke.